# Sonate K. 310
Pour la sonate de Mozart, voir Sonate pour piano no 8 de Mozart.
La sonate K. 310 (F.258/L.248) en si bémol majeur est une œuvre pour clavier du compositeur italien Domenico Scarlatti.

## Présentation
La sonate K. 310, en si bémol majeur, notée Andante, forme une paire avec la sonate suivante. Comme sa consœur, elle est à deux voix, de caractère facile, le plus souvent la basse est constituée de blanches ou de noires.

## Manuscrits
Le manuscrit principal est le numéro 15 du volume VI (Ms. 9777) de Venise (1754), copié pour Maria Barbara ; les autres sont Parme VIII 9 (Ms. A. G. 31413), Münster IV 16 (Sant Hs 3967) et Vienne B 16 (VII
28011 B).

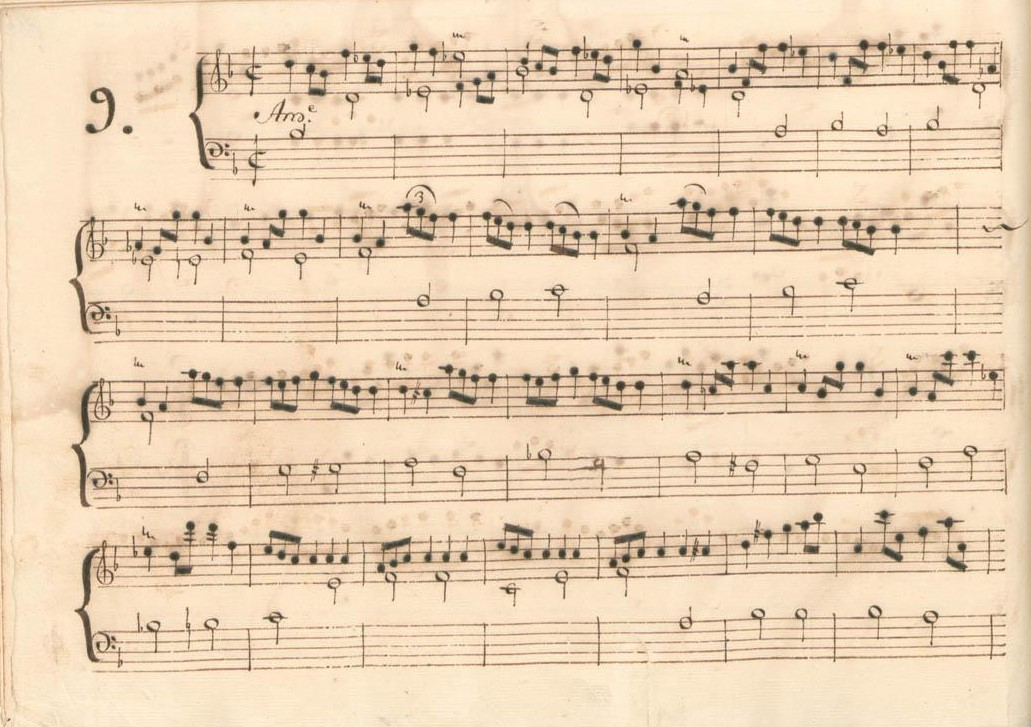
Parme VIII 9.
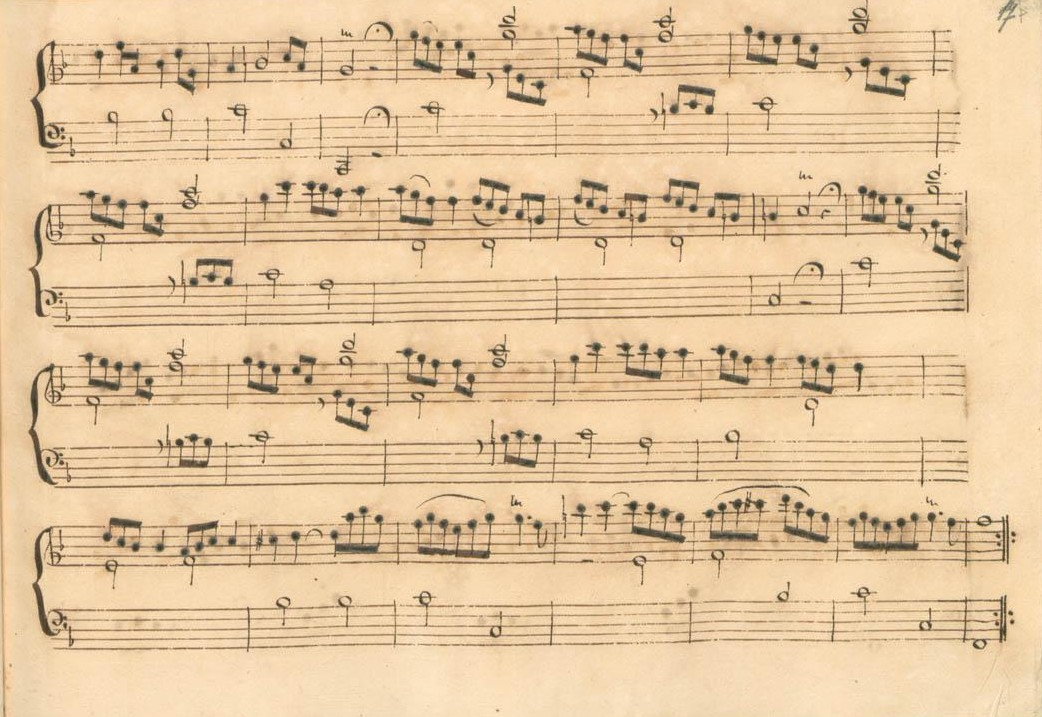
Parme VIII 9 (fin de la première section).
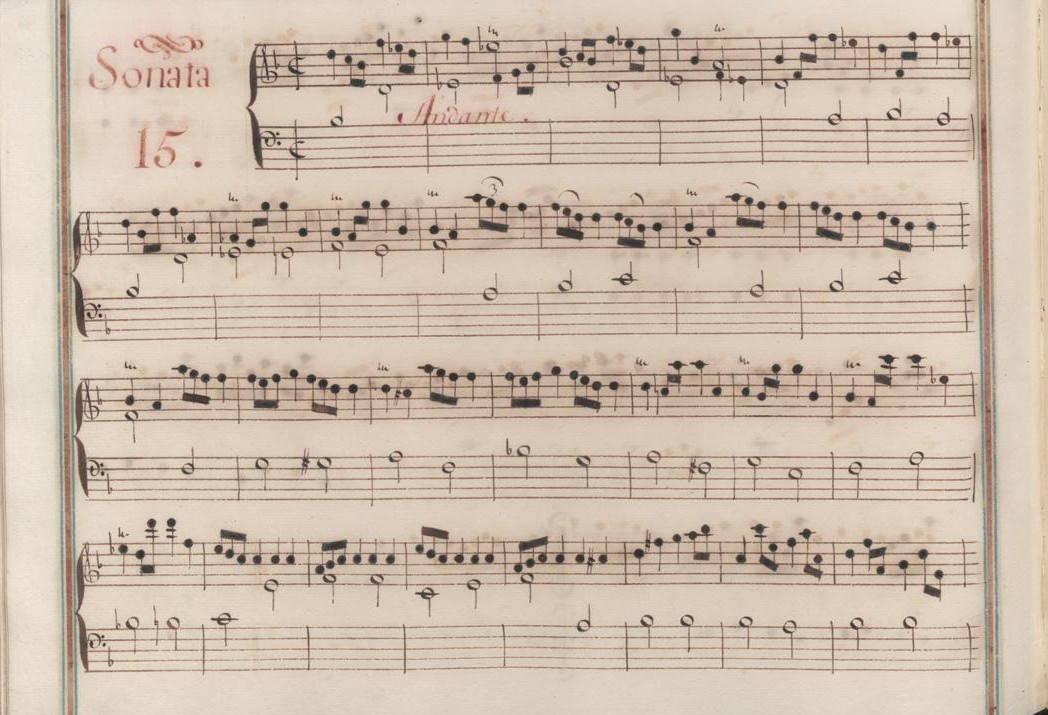
Venise VI 15.

## Interprètes
La sonate K. 310 est défendue au piano, notamment par Carlo Grante (2012, Music & Arts, vol. 3) et Sergio Monteiro (2019, Naxos, vol. 23) ; au clavecin par Scott Ross (1985, Erato), Pierre Hantaï (2002, Mirare, vol. 1), Richard Lester (2003, Nimbus, vol. 3) et Pieter-Jan Belder (Brilliant Classics).

## Sources
: document utilisé comme source pour la rédaction de cet article.
- Ralph Kirkpatrick (trad. de l'anglais par Dennis Collins), Domenico Scarlatti, Paris, Lattès, coll. « Musique et Musiciens », 1982 (1re éd. 1953 (en)), 493 p. (ISBN 978-2-7096-0118-4, OCLC 954954205, BNF 34689181).
- Alain de Chambure, « Domenico Scarlatti : Intégrale des sonates — Scott Ross », Erato (2564-62092-2), 1985 (OCLC 891183737) .